# Europese auto in 1935
Dit artikel geeft een overzicht van alle Europese personenwagens geproduceerd in 1935 door een significante autoconstructeur. De auto's staan alfabetisch gerangschikt per merk. Hier staan enkel Europese merken, ongeacht of ze eigendom zijn van een niet-Europees concern. Ook gaat het om constructeurs die algemeen bekend zijn met auto's die algemeen voor het publiek verkrijgbaar zijn. 
| Adler |                  | concern:        | Onafhankelijk |
| Adler | divisie:         |                 |               |
| Adler | merk:            | Adler Duitsland |               |
| Adler | model:           | Trumpf junior   |               |
| Adler | einde productie: | 1941            |               |
| Adler | productieaantal: | 78.693          |               |

| Alfa Romeo |                  | concern:          | Onafhankelijk |
| Alfa Romeo | divisie:         |                   |               |
| Alfa Romeo | merk:            | Alfa Romeo Italië |               |
| Alfa Romeo | model:           | 8C 2900 A/-       |               |
| Alfa Romeo | einde productie: | 1936/1939         |               |
| Alfa Romeo | productieaantal: | 6/?               |               |

| Audi |                  | concern:       | Auto-Union Duitsland |
| Audi | divisie:         |                |                      |
| Audi | merk:            | Audi Duitsland |                      |
| Audi | model:           | 225            |                      |
| Audi | einde productie: | 1938           |                      |
| Audi | productieaantal: | ?              |                      |

| BMW |                  | concern:      | Onafhankelijk |
| BMW | divisie:         |               |               |
| BMW | merk:            | BMW Duitsland |               |
| BMW | model:           | 319           |               |
| BMW | einde productie: | 1940          |               |
| BMW | productieaantal: | 6600          |               |

| Citroën |                  | concern:                                       | Onafhankelijk |
| Citroën | divisie:         |                                                |               |
| Citroën | merk:            | Citroën Frankrijk                              |               |
| Citroën | model:           | Traction Avant 7 Sport/11 légère/familiale/-/B |               |
| Citroën | einde productie: | 1957                                           |               |
| Citroën | productieaantal: | ?                                              |               |

| Citroën |                  | concern:          | Onafhankelijk |
| Citroën | divisie:         |                   |               |
| Citroën | merk:            | Citroën Frankrijk |               |
| Citroën | model:           | TPV               |               |
| Citroën | einde productie: | 1935              |               |
| Citroën | productieaantal: | ?                 |               |

| Delahaye |                  | concern:           | Onafhankelijk |
| Delahaye | divisie:         |                    |               |
| Delahaye | merk:            | Delahaye Frankrijk |               |
| Delahaye | model:           | 135 Coupé          |               |
| Delahaye | einde productie: | 1939               |               |
| Delahaye | productieaantal: | ?                  |               |

| Ford |                  | concern:       | Ford Motor Company Verenigde Staten |
| Ford | divisie:         |                |                                     |
| Ford | merk:            | Ford Frankrijk |                                     |
| Ford | model:           | V8-48          |                                     |
| Ford | einde productie: | 1935           |                                     |
| Ford | productieaantal: | ?              |                                     |

| Maybach |                  | concern:          | Onafhankelijk |
| Maybach | divisie:         |                   |               |
| Maybach | merk:            | Maybach Duitsland |               |
| Maybach | model:           | SW                |               |
| Maybach | einde productie: | 1941              |               |
| Maybach | productieaantal: | ?                 |               |

| Opel |                  | concern:       | General Motors Verenigde Staten |
| Opel | divisie:         |                |                                 |
| Opel | merk:            | Opel Duitsland |                                 |
| Opel | model:           | Olympia        |                                 |
| Opel | einde productie: | 1937           |                                 |
| Opel | productieaantal: | 81.660         |                                 |

| Opel |                  | concern:       | General Motors Verenigde Staten |
| Opel | divisie:         |                |                                 |
| Opel | merk:            | Opel Duitsland |                                 |
| Opel | model:           | P4             |                                 |
| Opel | einde productie: | 1937           |                                 |
| Opel | productieaantal: | 65.860         |                                 |

| Peugeot |                  | concern:          | Onafhankelijk |
| Peugeot | divisie:         |                   |               |
| Peugeot | merk:            | Peugeot Frankrijk |               |
| Peugeot | model:           | 401 D             |               |
| Peugeot | einde productie: | 1935              |               |
| Peugeot | productieaantal: | 8255              |               |

| Peugeot |                  | concern:          | Onafhankelijk |
| Peugeot | divisie:         |                   |               |
| Peugeot | merk:            | Peugeot Frankrijk |               |
| Peugeot | model:           | 201 D             |               |
| Peugeot | einde productie: | 1936              |               |
| Peugeot | productieaantal: | 13.714            |               |

| Polski Fiat |                  | concern:      | Onafhankelijk |
| Polski Fiat | divisie:         |               |               |
| Polski Fiat | merk:            | PZInż Polen   |               |
| Polski Fiat | model:           | 508 III Junak |               |
| Polski Fiat | einde productie: | 1939          |               |
| Polski Fiat | productieaantal: | ?             |               |

| Renault |                  | concern:                                         | Onafhankelijk |
| Renault | divisie:         |                                                  |               |
| Renault | merk:            | Renault Frankrijk                                |               |
| Renault | model:           | Vivastella Vivasport/Viva Grand Sport/Vivaquatre |               |
| Renault | einde productie: | 1935                                             |               |
| Renault | productieaantal: | ?                                                |               |

| Renault |                  | concern:                     | Onafhankelijk |
| Renault | divisie:         |                              |               |
| Renault | merk:            | Renault Frankrijk            |               |
| Renault | model:           | Nervastella/Nervasport Sport |               |
| Renault | einde productie: | 1935                         |               |
| Renault | productieaantal: | ?                            |               |

| Renault |                  | concern:          | Onafhankelijk |
| Renault | divisie:         |                   |               |
| Renault | merk:            | Renault Frankrijk |               |
| Renault | model:           | Primaquatre       |               |
| Renault | einde productie: | 1935              |               |
| Renault | productieaantal: | ?                 |               |

| Renault |                  | concern:          | Onafhankelijk |
| Renault | divisie:         |                   |               |
| Renault | merk:            | Renault Frankrijk |               |
| Renault | model:           | Monaquatre        |               |
| Renault | einde productie: | 1935              |               |
| Renault | productieaantal: | ?                 |               |

| Salmson |                  | concern:          | Onafhankelijk |
| Salmson | divisie:         |                   |               |
| Salmson | merk:            | Salmson Frankrijk |               |
| Salmson | model:           | S4 DA             |               |
| Salmson | einde productie: | 1940              |               |
| Salmson | productieaantal: | ?                 |               |

| Steyr |                  | concern:         | Steyr-Daimler-Puch Oostenrijk |
| Steyr | divisie:         |                  |                               |
| Steyr | merk:            | Steyr Oostenrijk |                               |
| Steyr | model:           | 530              |                               |
| Steyr | einde productie: | 1936             |                               |
| Steyr | productieaantal: | ?                |                               |

| Swallow Sidecar |                  | concern:                            | Onafhankelijk |
| Swallow Sidecar | divisie:         |                                     |               |
| Swallow Sidecar | merk:            | Swallow Sidecar Verenigd Koninkrijk |               |
| Swallow Sidecar | model:           | SS90                                |               |
| Swallow Sidecar | einde productie: | 1935                                |               |
| Swallow Sidecar | productieaantal: | 23                                  |               |

| Swallow Sidecar |                  | concern:                            | Onafhankelijk |
| Swallow Sidecar | divisie:         |                                     |               |
| Swallow Sidecar | merk:            | Swallow Sidecar Verenigd Koninkrijk |               |
| Swallow Sidecar | model:           | SS                                  |               |
| Swallow Sidecar | einde productie: | 1940                                |               |
| Swallow Sidecar | productieaantal: | 14.000                              |               |

| Swallow Sidecar |                  | concern:                            | Onafhankelijk |
| Swallow Sidecar | divisie:         |                                     |               |
| Swallow Sidecar | merk:            | Swallow Sidecar Verenigd Koninkrijk |               |
| Swallow Sidecar | model:           | SS100                               |               |
| Swallow Sidecar | einde productie: | 1941                                |               |
| Swallow Sidecar | productieaantal: | 310                                 |               |

| Tatra |                  | concern:                | Onafhankelijk |
| Tatra | divisie:         |                         |               |
| Tatra | merk:            | Tatra Tsjecho-Slowakije |               |
| Tatra | model:           | T57 A                   |               |
| Tatra | einde productie: | 1938                    |               |
| Tatra | productieaantal: | ?                       |               |

| Voisin |                  | concern:         | Onafhankelijk |
| Voisin | divisie:         |                  |               |
| Voisin | merk:            | Voisin Frankrijk |               |
| Voisin | model:           | C27 Aérodyne     |               |
| Voisin | einde productie: | 1936             |               |
| Voisin | productieaantal: | ?                |               |

| Volvo |                  | concern:     | Onafhankelijk |
| Volvo | divisie:         |              |               |
| Volvo | merk:            | Volvo Zweden |               |
| Volvo | model:           | PV36         |               |
| Volvo | einde productie: | 1940         |               |
| Volvo | productieaantal: | 501          |               |

| Wanderer |                  | concern:           | Auto-Union Duitsland |
| Wanderer | divisie:         |                    |                      |
| Wanderer | merk:            | Wanderer Duitsland |                      |
| Wanderer | model:           | W50                |                      |
| Wanderer | einde productie: | 1940               |                      |
| Wanderer | productieaantal: | ?                  |                      |